# 泥棒を消せ
『泥棒を消せ』（どろぼうをけせ、Once a Thief）は、1965年のアメリカ合衆国の映画。主演はアラン・ドロン。
監督のラルフ・ネルソンは本作で、1965年のサン・セバスティアン国際映画祭にてOCIC賞を受賞した。

## ストーリー
貴金属商オヘアの元で働くエディーは、サンフランシスコのチャイナタウンで起きた殺人事件の犯人として逮捕される。エディーはすぐに釈放されるも、勤め先を解雇される。
彼を逮捕した警部マイク・マイクは、過去にエディーがかかわった事件で負傷していた。マイクはこのケガもエディーの仕業に違いないと確信しており、エディーが職を転々とする原因にもなっていた。
ある日、エディーは兄ウォルターから呼び出され、2人の子分と協力してオヘアの店からプラチナを盗む計画に参加する。
プラチナを盗んだところまでは良かったものの、2人の子分の裏切りによりウォルターが殺され、エディーの娘キャシーも誘拐される。
物語の冒頭で起きた殺人事件がエディーではなく2人の子分によるものだと知ったマイクはエディーと共闘してキャシーを助ける。
だが、窮地に陥った子分たちとの戦いでエディーは死に、マイクは悲しむ。

## キャスト
| 役名         | 俳優                             | 日本語吹替  | 日本語吹替   |
| 役名         | 俳優                             | NETテレビ版 | フジテレビ版 |
| ------------ | -------------------------------- | ----------- | ------------ |
| エディー     | アラン・ドロン                   | 堀勝之祐    | 野沢那智     |
| クリスティン | アン・マーグレット               | 池田昌子    | 田島令子     |
| マイク       | ヴァン・ヘフリン                 | 小林昭二    |              |
| ウォルター   | ジャック・パランス               | 大塚周夫    | 睦五郎       |
| サルガタナス | ジョン・デイヴィス・チャンドラー |             |              |
| ショーン     | トニー・ムサンテ                 |             |              |
| ケブナー中尉 | ジェフ・コーリー                 |             |              |
| キャシー     | タミー・ロック                   |             | 富永みーな   |

- NETテレビ版：初回放送1971年4月11日『日曜洋画劇場』※「狼の仁義」という題で放送。
- フジテレビ版：初回放送1978年8月18日『ゴールデン洋画劇場』

## スタッフ
- 監督：ラルフ・ネルソン
- 製作：ジャック・バール
- 原作・脚本：ゼキアル・マルコ
- 撮影：ロバート・バークス
- 音楽：ラロ・シフリン